# NGC 4700
NGC 4700 é uma galáxia espiral barrada (SBc) localizada na direcção da constelação de Virgo. Possui uma declinação de -11° 24' 42" e uma ascensão recta de 12 horas, 49 minutos e 07,8 segundos.
A galáxia NGC 4700 foi descoberta em 25 de Março de 1786 por William Herschel.